# Віха (геодезія)
Ві́ха, іноді жало́н (від фр. jalon) — геодезичний прилад, пряма дерев'яна жердина або легка металева трубка довжиною 1,5-3 м з загостреним кінцем для встромлення в ґрунт. Використовується при рекогносцирувальних роботах на місцевості для позначення точок полігонометричних ходів при кутомірних геодезичних та маркшейдерських зйомках на поверхні для вішення ліній. Останнє полягає в тому, щоб розташувати потрібну кількість віх в одній вертикальній площині.

## Плавуча віха
Віха — плавучий штанговий заякорений знак із фіксованими координатами родовища. Віхи спеціальних знаків застосовують для відмітки контурів родовищ корисних копалин, відвалів та ін.